# Phước Chánh
Phước Chánh là một xã thuộc huyện Phước Sơn, tỉnh Quảng Nam, Việt Nam.
Xã Phước Chánh có diện tích 47,41 km², dân số năm 2019 là 2.899 người, mật độ dân số đạt 61 người/km².